# 4기 구 명인전
4기 구 명인전은 요미우리 신문 주최로 진행된 초기 14회의 명인전중 네 번째 대회이다.

## 대회 요약
대만 출신의 린 하이펑 7단이 사카다 에이오 명인을 4승2패의 전적으로 이기고 명인위를 차지한다.

## 대회 일정
| 구분   | 일정                     |
| ------ | ------------------------ |
| 본선   | 1964년 10월 - 1965년 7월 |
| 도전기 | 1965년 7월 - 1965년 9월  |

## 도전기
| 명인          | 전적  | 도전자    |
| ------------- | ----- | --------- |
| 사카다 에이오 | 2 - 4 | 린 하이펑 |